# 百慕大至圣三一座堂

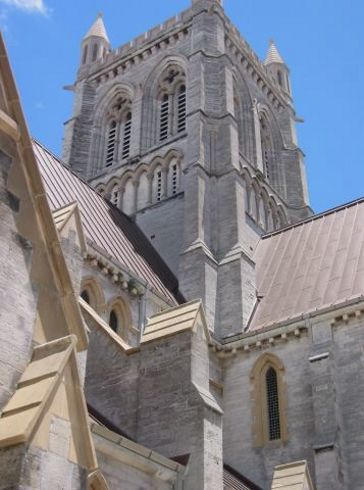
百慕大座堂

至圣三一座堂（英語： Cathedral of the Most Holy Trinity）（常被称为百慕大座堂）是百慕大圣公会（直辖于坎特伯雷大主教）的主教座堂，位于英国海外领土百慕大彭布罗克堂区汉密尔顿市的教堂街。
第一座三一堂由牛津的詹姆斯克兰斯顿设计于 1844 年，采用早期英国风格，1869 年完工。该堂原属于纽芬兰教区 ，为百慕大彭布罗克堂区的堂区教堂。1884年三一堂于被纵火烧毁。 1885 年，马克·詹姆斯牧师聘请苏格兰建筑师威廉·海伊设计了目前的教堂（大部分），采用哥特式复兴风格。海伊的搭档乔治亨德森设计了教堂的东部。该堂建于 1886 年至 1905 年，1919年百慕教区独立时，该堂成为主教座堂。该堂用百慕大石灰石砌筑，只有一些装饰构件是由从法国运来的卡昂石雕刻而成。 
该堂是百慕大的两座主教座堂之一，另一座是同样位于汉密尔顿的罗马天主教圣德肋撒主教座堂。游客支付少量费用，可以登上座堂的钟楼，欣赏汉密尔顿及其海港的景色。